# Elliot Bunney
Elliot John Bunney (ur. 11 grudnia 1966 w Bathgate) – brytyjski lekkoatleta specjalizujący się w biegach sprinterskich, srebrny medalista olimpijski z Seulu (1988) w biegu sztafetowym 4 × 100 metrów.

## Sukcesy sportowe
- wicemistrz Wielkiej Brytanii w biegu na 100 metrów – 1989[1]
- halowy mistrz kraju (Amateur Athletic Association) w biegu na 60 metrów – 1987[2]
- sześciokrotny mistrz Szkocji w biegu na 100 metrów – 1985, 1986, 1989, 1991, 1992, 1993[3]
- dwukrotny rekordzista Wielkiej Brytanii w sztafecie 4 × 100 metrów[4]

| Rok  | Miasto    | Zawody                      | Konkurencja                      | Wynik                    |
| ---- | --------- | --------------------------- | -------------------------------- | ------------------------ |
| 1983 | Schwechat | mistrzostwa Europy juniorów | sztafeta 4 × 100 m               | brązowy medal            |
| 1985 | Chociebuż | mistrzostwa Europy juniorów | bieg na 100 m sztafeta 4 × 100 m | złoty medal              |
| 1986 | Stuttgart | mistrzostwa Europy          | sztafeta 4 × 100 m               | brązowy medal            |
| 1986 | Edynburg  | igrzyska Wspólnoty Narodów  | sztafeta 4 × 100 m bieg na 100 m | brązowy medal 5. miejsce |
| 1988 | Seul      | letnie igrzyska olimpijskie | sztafeta 4 × 100 m               | srebrny medal            |

## Rekordy życiowe
- bieg na 60 metrów (hala) – 6,62 – Cosford 24/01/1987
- bieg na 100 metrów – 10,20 – Edynburg 14/06/1986